# Tanger
Tanger este un oraș în partea de nord-vest a Marocului, foarte aproape de strâmtoarea Gibraltar. Tanger este cel mai important centru industrial după Casablanca iar în 2008 avea o populație de circa 700.000 de locuitori.

## Istorie
În această regiune au fost prezente multe civilizații și culturi începând din secolul al V-lea î.Hr.. În jurul anului 280, în urma invaziilor berbere repetate, romanii au abandonat Volubilis, mutând centrul administrativ al provinciei Mauretania-Tingitana la Tingis (azi: Tanger).

## Personalități născute aici
- Jean-Luc Mélenchon (n. 1951), politician francez.

## Orașe înfrățite
- Saint-Denis, Franța